# Comté de York (Virginie)
Pour les articles homonymes, voir Comté de York.
Le comté de York est un comté de Virginie, aux États-Unis.